# زرشک اندرو
زرشک اندرو (نام علمی: Berberis andrieuxii) نام یک گونه از سرده زرشک است.